# Cerkiew Zaśnięcia Matki Bożej w Jewiach
Cerkiew Zaśnięcia Matki Bożej – parafialna cerkiew prawosławna w Jewiach. 

## Historia
W Jewiach między XIV a 1805 działał prawosławny monaster, zlikwidowany z nakazu cara Aleksandra I. Jego cerkiew została w 1810 uczyniona siedzibą parafii. Dwa lata później obiekt został zajęty przez wojska francuskie, a w czasie odwrotu Wielkiej Armii z Rosji zdewastowany i spalony. Przez kolejne blisko 30 lat nabożeństwa w Jewiach odbywały się tylko w pomieszczeniach prywatnych. Budowę nowej cerkwi zainspirował przełożony wileńskiego monasteru Świętego Ducha Platon (Gorodiecki). On też poświęcił w 1843 ukończoną nową cerkiew, której nadano to samo wezwanie, jakie nosił dawniej monaster w Jewiach. 
W czasie I wojny światowej cerkiew została zbombardowana i poważnie ucierpiała, zaś z braku środków na sfinansowanie remontu prace rekonstrukcyjne trwały przez pięć lat po zakończeniu konfliktu. Po ich zakończeniu obiekt poświęcił na nowo biskup wileński i litewski Eleuteriusz (Bogojawlenski). W 1933 do budynku dobudowano kaplicę ku czci świętych męczenników wileńskich, trzy lata później proboszcz parafii własnym sumptem nakazał wybudować wolnostojącą kaplicę Wszystkich Świętych. W czasie II wojny światowej w cerkwi nie były odprawiane nabożeństwa. 
Cerkiew działała po zarejestrowaniu w 1948 przez cały okres przynależności obszaru Litwy do ZSRR. Po rozpadzie Związku Radzieckiego została gruntownie odremontowana.

## Architektura
Cerkiew jest wzniesiona w tradycyjnym stylu ruskim. Wejście do obiektu prowadzi przez przedsionek. Trójkondygnacyjna, zakończona niewielką kopułką dzwonnica jest połączona z główną bryłą łącznikiem. Ponad nawą główną wznosi się złocona cebulasta kopuła na okrągłym bębnie z rzędem półkolistych okien. Podobne otwory okienne, otoczone ozdobnymi obramowaniami z motywami kolumn, znajdują się na dwóch najwyższych piętrach dzwonnicy. Poniżej poziomu dachu cały budynek otacza fryz. Ponad wejściem do obiektu znajduje się płaskorzeźba z krzyżem. 
We wnętrzu cerkwi zachował się dziewiętnastowieczny dwurzędowy ikonostas oraz kilka innych ikon w zabytkowych kiotach wykonanych w stylu staroruskim.